# Стрілкове (Крим)
Стрілко́ве (до 1948 року Чорєлє́к; крим. Çörelek) — колишнє село в Керченському районі Криму, що було розташоване на південному сході району і Керченського півострова, приблизно за 4 км на захід від сучасного села Завітне.

## Історія
Перша задокументована згадка про село зустрічається у Камеральному Описі Криму… 1784 року, відповідно до якого, в останній період Кримського ханства Чанкал належав до Дін Керченського кадилика Кефинського каймакамства.
Після анексії Криму Російською імперією 8 січня 1784 року, селище було приписане до Левкопольського повіту Таврійської області, а після ліквідації в 1787 році Левкопольського — до Феодосійського повіту. Після Павловських реформ, з 12 грудня 1796 року по 1802 рік, входила в Акмечетський повіт Новоросійської губернії. За новим адміністративним поділом, після створення 8 (20) жовтня 1802 року Таврійської губернії, Чурелек було включено до Акмозької волості Феодосійського повіту.
Відповідно до Ведомости о числе селении, названиях оных, в них дворов… состоящих в Феодосийском уезде от 14 октября 1805 года , в селі Чурелек було 6 дворів и 40 мешканців. На військово-топографічній карті генерал-майора Мухіна 1817 року село Шурелек позначене з 6 дворами. Після реформи волосного поділу 1829 року Черелек, згідно «Ведомости о казённых волостях Таврической губернии 1829 г», віднесли до Чурубаської волості (перейменованої з Аккозької). На карті 1842 року Чорелек позначено умовним знаком «мале поселення», тобто, менше 5 дворів.
У 1860-х роках, після земської реформи Олександра II, село приписали до Сарайминської волості. Згідно з «Списком населённых мест Таврической губернии по сведениям 1864 г.», складеним за результатами VIII ревізії 1864 року, Чорелек — власницьке кримськотатарське село з 16 дворами і 35 мешканцями при колодязях. На триверстовій карті 1865—1876 року в селі Чорелек позначено 21 двір. По «Памятной книге Таврической губернии 1889г», за результатами Х ревізії 1887 року, в селі Чорелек було 24 двора і 109 мешканців. По «…Памятной книжке Таврической губернии на 1892 год» в Чоралеці, що входив у Сарайминське сільське товариство, було 12 мешканців у 2 домогосподарствах, а у безземельному Чоралеці, що не входив у сільське товариство — 69 мешканців, що не мали домогосподарств. За енциклопедичним словником «Німці Росії», у 1892 році в Чорелек заселилися німці-лютерани на 1500 десятинах землі. По «…Памятной книжке Таврической губернии на 1902 год» село Чоралек, що входило до Сарайминського сільського товариства, мало 101 мешканця у 2 домогосподарствах, а, по енциклопедичному словнику «Німці Росії», в 1904 році мешканців було 18. У Статистическом справочнике Таврической губернии. Ч.II-я. Статистический очерк, выпуск седьмой Феодосийский уезд, 1915 г. в Сарайминській волості Феодосійського повіту значаться село і маєток Чоралек.
За радянської влади, відповідно до постанови Кримревкому від 8 січня 1921 року була скасована волосна система і село включили до складу Керченського повіту, котрий в жовтні 1923 року було перетворено на Керченський район. Згідно Списку населённых пунктов Крымской АССР по Всесоюзной переписи 17 декабря 1926 г., село Чорелек, з населенням 118 чоловік, з яких було 57 німців входило до складу Яниш-Такилської сільради Керченського району. 15 вересня 1931 року Керченський район скасували і село включили до складу Ленінського, а з 1935 — Маяк-Салинського району, котрий було перейменовано 14 грудня 1944 року на Приморський. На кілометровій карті Генштабу Червоної армії 1941 року в селі позначено 22 подвір'я. Невдовзі після початку Німецько-радянської війни, 18 серпня 1941 року, кримські німці були виселені, спочатку у Ставропольський край, а потім до Сибіру і північного Казахстану.
У 1944 році, після звільнення Криму, згідно Постанові ДКО № 5859 від 11 травня 1944 року, 18 травня кримські татари були депортовані у Центральну Азію. Указом Президії Верховної Ради РРФСР від 18 травня 1948 року, Чорелек перейменували у Стрілкове. Ліквідовано в період з 1954 по 1968 рік, як село Завітнинської сільради.